# Nathan Sliwinski
Nathan Sliwinski (ur. 11 października 1990 w Castle Rock, Kolorado) – amerykański hokeista pochodzenia polskiego.

## Kariera
- Pikes Peak Miners 18Us (2007-2009)
- Wenatchee Wild (2009-2010)
- Texas Tornado (2010-2011)
- AIC Yellow Jackets (2011-2015)
- STS Sanok (2015-2016)
- GKS Katowice (2016)

Przez dwa sezony grał w lidze North American Hockey League (NAHL) oraz trzy sezony w akademickiej lidze NCAA w barwach drużyny AIC Yellow Jackets z uczelni American International College. Od sierpnia 2015 zawodnik polskiego klubu STS Sanok w rozgrywkach PHL. Od sierpnia do listopada 2016 zawodnik GKS Katowice.